# NGC 1629
NGC 1629 je otvoreni skup u zviježđu Maloj vodenoj zmiji. 

## Vanjske poveznice
- SEDS: NGC 1629